# Frederick Frelinghuysen

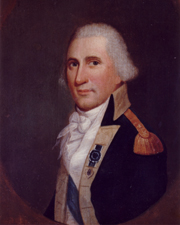
Frederick Frelinghuysen

Frederick Frelinghuysen, född 13 april 1753 nära Somerville, New Jersey, död 13 april 1804 i Millstone, New Jersey, var en amerikansk general och politiker (federalist). Han representerade delstaten New Jersey i USA:s senat 1793-1796.
Frelinghuysen utexaminerades 1770 från College of New Jersey (numera Princeton University). Han studerade sedan juridik och inledde 1774 sin karriär som advokat i Somerset County, New Jersey. Han deltog i amerikanska revolutionskriget och befordrades till överste. Han var 1779 ledamot av kontinentala kongressen. Han deltog i kriget mot ohioindianerna som brigadgeneral.
Frelinghuysen efterträdde 1793 Philemon Dickinson som senator för New Jersey. Han befordrades 1794 till generalmajor. Han avgick 1796 som senator och efterträddes av Richard Stockton.